# Helene Hanff
Œuvres principales
- 84, Charing Cross Road

Helene Hanff, née le 15 avril 1916 à Philadelphie et morte le 9 avril 1997 à New York, est une écrivaine américaine.
Auteur de pièces de théâtre, elle a également écrit des scénarios pour la télévision.

## 84, Charing Cross Road
Son livre épistolaire 84, Charing Cross Road, paru en 1970, a connu un véritable succès des deux côtés de l'Atlantique. Il s'agit d'un recueil rassemblant la correspondance qu'elle entretint à partir de 1949 avec Franck Doel, un employé de la librairie Marks & Co., située au no 84 de la rue Charing Cross Road, à Londres. Elle apprend son décès en 1968, ainsi que celui de l'un des fondateurs de l'enseigne, Marks, ce qui précipitera la fermeture de la librairie.
Ce livre a fait l'objet d'une adaptation cinématographique en 1987, 84 Charing Cross Road, avec Anne Bancroft et Anthony Hopkins dans les rôles principaux.
Helene Hanff visitera finalement Londres pour la première fois en 1971, voyage qu'elle retrace dans La Duchesse de Bloomsbury Street, livre paru en 1973.